# Поєніле-Могош
Поєніле-Могош (рум. Poienile-Mogoș) — село у повіті Алба в Румунії. Входить до складу комуни Могош.
Село розташоване на відстані 302 км на північний захід від Бухареста, 34 км на північний захід від Алба-Юлії, 61 км на південний захід від Клуж-Напоки.

## Населення
За даними перепису населення 2002 року у селі проживали 132 особи, з них 131 особа (99,2%) румунів. Усі жителі села рідною мовою назвали румунську.